# بیت هلدینگ
بیت هلدینگ (ژاپنی: ビート・ホールディングス・リミテッド) شرکت خدمات مالی و بانکداری ژاپنی است، که در سال ۱۹۹۹ تأسیس شد.